# دائرة باجة الانتخابية
دائرة باجة الانتخابية هي واحدة من 27 دائرة انتخابية تونسية.تغطي كامل أراضي ولاية باجة.

## نتائج انتخابات المجلس التأسيسي التونسي 2011
فيما يلي نتائج انتخابات المجلس الوطني التأسيسي التونسي 2011 للدائرة الانتخابية. وتبين القائمة الأحزاب التي فازت بمقعد واحد على الأقل:
| الحزب                    | الحزب                    | الاصوات | %    | المقاعد |
| ------------------------ | ------------------------ | ------- | ---- | ------- |
|                          | حركة النهضة              | 30٬787  | 31,1 | 2       |
|                          | تيار المحبة              | 8٬264   | 8,3  | 1       |
|                          | الحزب الديمقراطي التقدمي | 7٬523   | 7,6  | 1       |
|                          | التكتل                   | 6٬877   | 6,9  | 1       |
|                          | المؤتمر من أجل الجمهورية | 6٬822   | 6,9  | 1       |
| المسجلين                 | المسجلين                 | 112٬264 | 100  | 6       |
| الناخبين                 | الناخبين                 | 99٬073  |      | -       |
| الأصوات الصحيحة للقائمات | الأصوات الصحيحة للقائمات | 99٬073  | 100  | -       |
| الأوراق الملغاة والبيضاء | الأوراق الملغاة والبيضاء | 13٬281  |      | -       |

## نتائج الانتخابات التشريعية

### انتخابات 2014
| الحزب                    | الحزب                          | الاصوات | %     | المقاعد |
| ------------------------ | ------------------------------ | ------- | ----- | ------- |
|                          | حركة نداء تونس                 | 30٬457  | 38,35 | 3       |
|                          | حركة النهضة                    | 16٬874  | 21,24 | 1       |
|                          | حركة الشعب                     | 7٬598   | 9,57  | 1       |
|                          | الإتحاد الوطني الحر            | 4٬411   | 5,55  | 1       |
|                          | الجبهة الشعبية                 | 2٬582   | 3,25  | 0       |
|                          | حزب المبادرة الوطنية الدستورية | 1٬502   | 1,89  | 0       |
| المسجلين                 | المسجلين                       |         | '     | 6       |
| الناخبين                 | الناخبين                       | 79٬446  |       | -       |
| الأصوات الصحيحة للقائمات | الأصوات الصحيحة للقائمات       |         | 100   | -       |
| الأوراق الملغاة والبيضاء | الأوراق الملغاة والبيضاء       |         |       | -       |

## روابط خارجية
- الموقع الرسمي لهيئة الانتخابات.